# Schillerstraße 49 (Mönchengladbach)

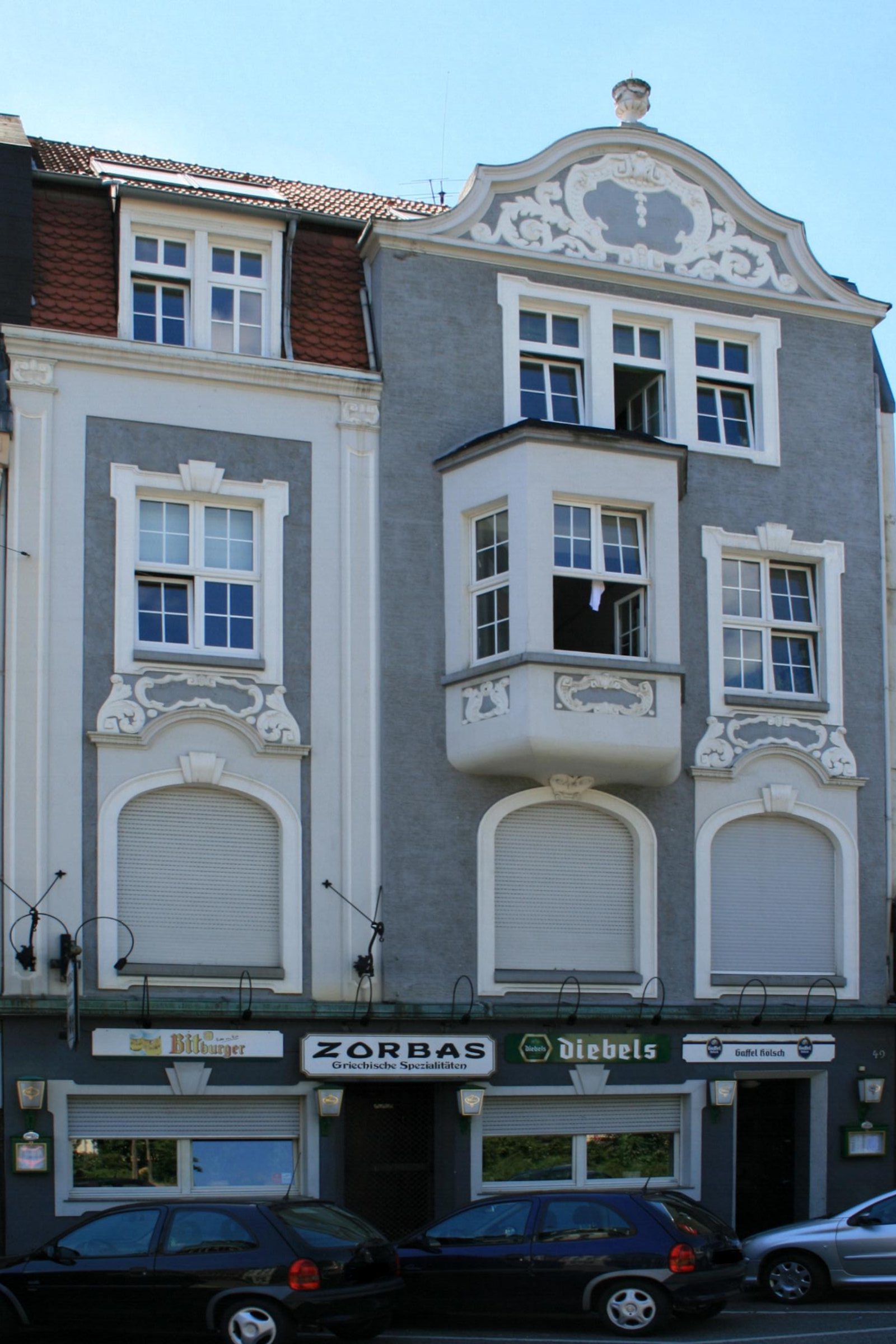
Wohngeschäftshaus (2010)

Das Wohngeschäftshaus Schillerstraße 49 steht im Stadtteil Gladbach in Mönchengladbach (Nordrhein-Westfalen).
Das Gebäude wurde 1905 erbaut und unter Nr. Sch 038 am 7. August 1990 in die Denkmalliste der Stadt Mönchengladbach eingetragen.

## Lage
Das Objekt liegt in historischen Stadterweiterungsgebiet zwischen Altstadt und Eicken in der Schillerstraße als Querverbindung zwischen Hohenzollern- und Hindenburgstraße. 

## Architektur
Es handelt sich um ein dreigeschossiges, traufenständiges Mansarddachhaus aus der Zeit um 1905. Das Objekt ist aus städtebaulichen Gründen denkmalwürdig.